# 亞當·伊頓
亞當·柯瑞·伊頓（英語：Adam Cory Eaton，1988年12月6日—），為美國職棒大聯盟的外野手，目前為自由球員。他於2010年美國職棒大聯盟選秀第19輪被響尾蛇隊選走，並於2012年登上大聯盟。他在2019年拿下世界大賽冠軍。

## 職業生涯

### 亞利桑那響尾蛇
2012年9月4日，伊頓登上大聯盟。他原本預計會在2013年進入響尾蛇開季先發名單，不過他卻在春訓弄傷右手肘。他一路道7月才回歸，這一年他只在大聯盟出賽66場。

### 芝加哥白襪
2013年12月10日，白襪、響尾蛇與天使進行了三方交易。伊頓被交易至白襪，響尾蛇得到馬克·川柏以及兩名日後指定球員，而天使得到泰勒·史凱格斯和Hector Santiago。
2014年球季，伊頓的打擊率為3成，並達成單季15次盜壘成功。2015年春訓，伊頓與白襪隊簽下5年235萬美元。該年他的打擊率為2成87，14轟56分打點。

### 華盛頓國民
2016年12月7日，白襪隊將伊頓交易至國民，白襪隊得到盧卡斯·吉奧里托、Reynaldo López和丹恩·唐寧。

#### 2017年
4月29日，伊頓因為右膝緊繃，因此進入了傷兵名單。當晚他檢測出來前十字韌帶斷裂，而且他的半月板、腳踝也都受傷。這使得他該年球季提前結束。

#### 2018年
該年開季第一週，伊頓就拿下國聯單週最佳球員。他在面對紅人隊的三連戰擊出8支安打，包含2支全壘打。不過他在4月5日的一次滑壘時傷到左腳，並在4月11日進入傷兵名單。5月10日，伊頓在受傷的腳踝上動了關節鏡手術。他一路休息到6月9日才重返球場，該年他的打擊率為3成01。

#### 2019年
該年他的打擊率為2成79，15轟49分打點。這一年國民拿下93勝69敗，最後拿下世界大賽冠軍。

#### 2020年
這年大聯盟賽季因為肺炎疫情縮水，伊頓出賽41場比賽，打擊率為2成26，並敲出4轟與17分打點。

### 重返芝加哥
2020年12月8日，伊頓與白襪隊簽下1年700萬美元的合約。不過他的打擊率僅有2成01，後來他在7月7日被球隊指定讓渡，12日遭到釋出。

### 洛杉磯天使
2021年7月14日，伊頓加盟天使隊。不過他出賽25場比賽只繳出2成打擊率，僅擊出1轟與2分打點。最後他在8月15日被球隊指定讓渡，20日遭到釋出。

## 個人生活
由於大聯盟有一名投手也叫Adam Eaton，因此他們常常會收到粉絲傳錯的信件。伊頓與前壘球選手Katie Osburn Eaton結婚，並育有2子。而伊頓的哥哥查克在美國空軍服役。

## 外部連結
- 球員資訊和成績在MLB ，ESPN ，Retrosheet ，Baseball Reference ，Baseball Reference (Minors) ，Fangraphs ，The Baseball Cube （英文）
- 亞當·伊頓的X（前Twitter）
- 亞當·伊頓在台灣棒球維基館上的頁面（繁體中文）